# Bardesan
Bardesan, také Bardesanes, syrsko-aramejsky ܒܪܕܝܨܢ, Bar-Daiṣān; (11. července 154 Edesse, † 222, Ani, Arménie) byl syrský gnostik, filozof a básník z Osroéne.

## Život a dílo
Bardesan pocházel ze syrské pohanské rodiny šlechtického původu, získal vzdělání u královského dvora v Edesse, kde se spřátelil s králem Abgarem VIII., kterého pravděpodobně získal pro křesťanství. Později Bardesan žil většinou na dvoře Abgarova syna a nástupce Abgara IX. Když římský císař Caracalla kolem roku 214 Abgara IX. sesadil a Římané v roce 216 dobyli Edessu, uprchl Bardesan do Arménie, kde pravděpodobně kolem roku 222 zemřel.
Zpočátku zastával gnostickou doktrínu Valentina, která ovlivnila jeho extrémně dualistický pohled na svět. Později se podle Eusebia z Kaisareie distancoval od jeho učení a uznal Boha jako stvořitele světa a člověka, kterému dal svobodnou vůli. Odmítl však myšlenku vzkříšení a neuznával Krista jako plně lidského. 
Bardesanovo myšlení bylo silně ovlivněno chaldejskou mytologií a astrologií. Zajímaly ho zejména kosmologické spekulace. S jeho názory nesouhlasili pozdější autoři počínaje Eframem Syřanem. To vedlo k likvidaci Bardesanových spisů, takže jeho učení musí být z velké části rekonstruováno ze zpráv jeho odpůrců. Podle jeho učení napsal jeden z jeho studentů lehce dialogické pojednání o osudu, tzv. „Knihu zákonů zemí“, která poskytuje přímý vhled do jeho myšlení. V překladu do řečtiny jej citují Recognitiones tzv. Pseudo-Klimenta a církevní historik Eusebios z Kaisareje. Bardesanes je také známý jako otec syrské hymny.
Bardesan ve své náboženské doktríně pod vlivem blízkovýchodní astrologie uznával nebeská tělesa jako živé bytosti, které aktivně ovlivňují lidi.
Bardesan ovládal řečtinu, psal však pouze syrsky. Složil množství hymnů:
- Dialog o osudu
- Kniha zákonů zemí
- Hymnus o perle
- Poslední hymnus je součástí apokryfních Skutků svatého Tomáše, není jisté, zda byl autorem Bardesan nebo někdo jím ovlivněný.